# Cabo Wrath
O cabo Wrath (em gaélico escocês:  Am Parbh, conhecido como An Carbh em Lewis) é um cabo no norte da Escócia, que se situa no extremo noroeste da Grã-Bretanha. O cabo está separado do resto da Grã-Bretanha pelo Kyle of Durness e consiste em 280 km2 de área natural conhecida como "Parph". A primeira estrada par ao local foi feita em 1828 pela comissão do farol. A área é de uso militar e está protegida do ponto de vista ecológico.

## Naufrágios

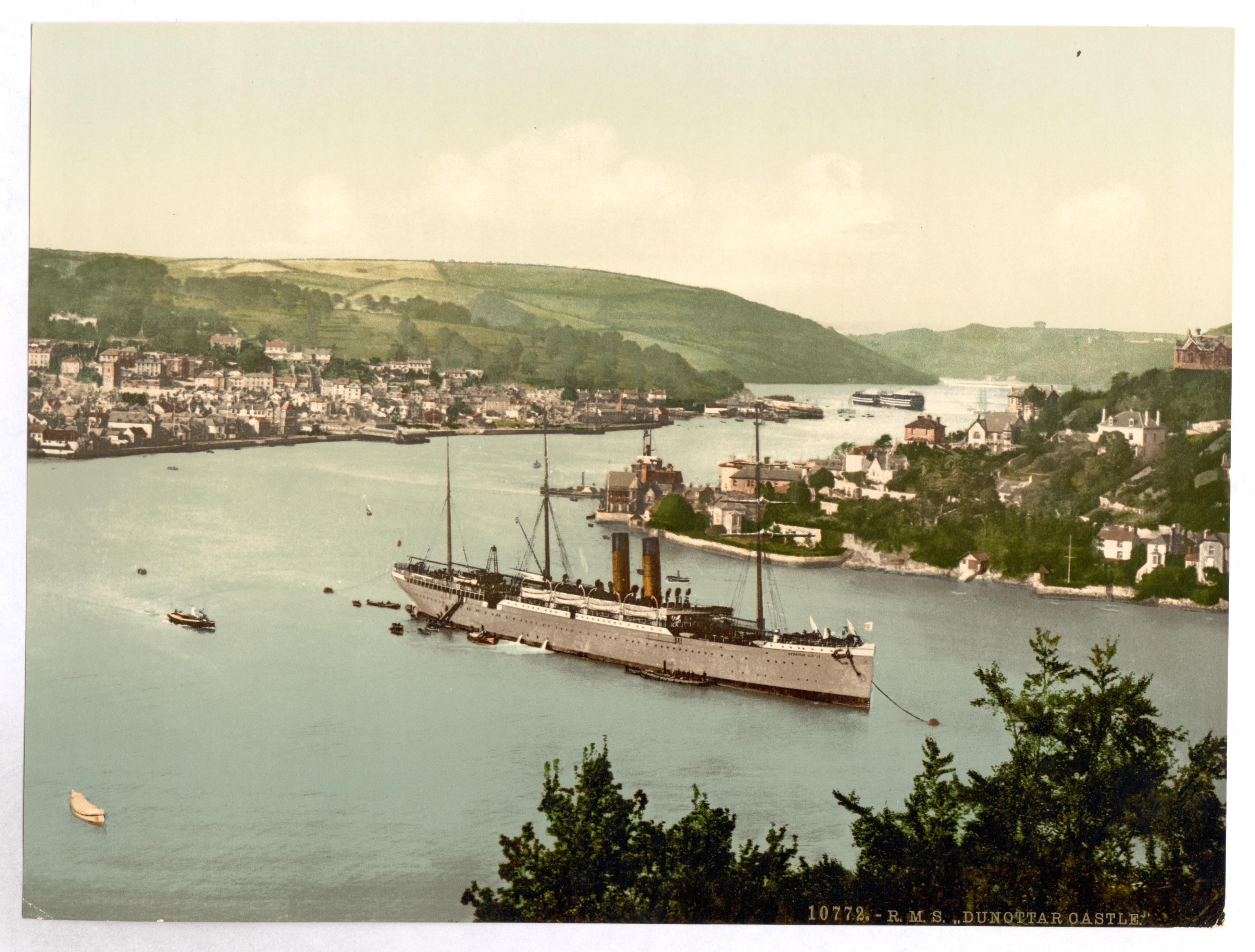
HMS Caribbean/RMS Dunottar Castle.

E, 27 de setembro de 1915, o HMS Caribbean (conhecido antes como RMS Dunottar Castle) naufragou por causa do mau tempo nas proximidades do cabo Wrath, enquanto se dirigia para o local conhecido como Scapa Flow. Houve 15 vidas perdidas, apesar dos esforços do HMS Birkenhead que tentou rebocá-lo. Uma busca posterior fez recair a causa no não encerramento das escotilhas do navio. A maioria da tripulação não tinha mais de 10 dias no navio. O navio servira durante a Primeira Guerra Mundial, mas era mais conhecido por ter reduzido para metade o tempo que durava a viagem entre Southampton (Inglaterra) e Cidade do Cabo na África do Sul na década de 1890. Tal navio era famoso também por transportar muitos combatentes para a Colónia do Cabo durante a Segunda Guerra Boer.
O naufrágio seria encontrado em 2004, a 56 km do cabo Wrath, aparentemente sem ter sido perturbado senão por redes de pesca.

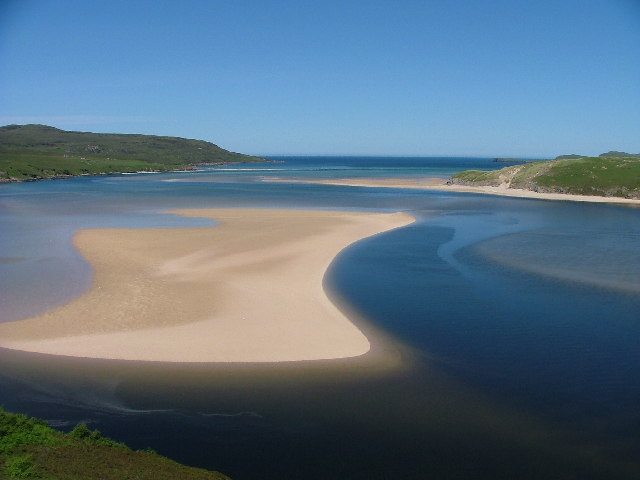
Canal de Durness.